# Volo Eastern Air Lines Shuttle 1320
Il volo Eastern Air Lines Shuttle 1320, un volo passeggeri partito da Newark e diretto a Boston, fu dirottato alle 7:30 del 17 marzo 1970 da John J. Divivo che era armato con un revolver calibro 38. Il comandante Robert Wilbur Jr., 35 anni, ex pilota dell'Air Force promosso a comandante sei mesi prima, venne colpito al braccio dal dirottatore suicida. Nonostante le ferite riuscì a pilotare il suo aereo in sicurezza in un atterraggio d'emergenza mentre parlava con il controllo del traffico aereo, dicendo loro che il suo copilota era stato colpito e aveva bisogno di cure immediate. Il primo ufficiale, James Hartley, 30 anni, era stato colpito da un colpo di arma da fuoco, che gli fu fatale. Nonostante fosse ferito a morte, Hartley fu in grado di prendere la pistola dalla mano di Divivo e sparare all'aspirante dirottatore tre volte prima di perdere i sensi e morire. Nonostante le ferite, l'aspirante suicida si alzò e iniziò ad graffiare il comandante Wilbur, tentando di forzare uno schianto. Wilbur colpì Divivo alla testa con la pistola che aveva recuperato dal volantino. Il pilota riuscì a far atterrare il DC-9 in sicurezza all'Aeroporto Internazionale Generale Edward Lawrence Logan, e il dirottatore venne finalmente arrestato. Il 31 ottobre 1970 Divivo si impiccò mentre era in attesa del processo nella prigione di Charles Street Jail.
L'incidente fu il primo dirottamento aereo negli Stati Uniti a concludersi con un incidente mortale.